# Richard Ellmann
Richard David Ellmann (* 15. März 1918 in Highland Park, Michigan; † 13. Mai 1987 in Oxford, England) war ein amerikanischer Literaturwissenschaftler, Literaturkritiker, Schriftsteller und Biograf. Berühmt wurde er durch seine mit dem National Book Award ausgezeichnete Biografie über James Joyce. Bis zuletzt widmete er sich der Biografie Oscar Wildes.
Für die Oscar-Wilde-Biografie erhielt Ellmann 1989 postum den Pulitzer-Preis. Sie diente zudem als Vorlage für die Verfilmung des Lebens Oscar Wildes von Regisseur Brian Gilbert.
1969 wurde Ellmann in die American Academy of Arts and Sciences und 1971 in die American Academy of Arts and Letters gewählt. 1979 wurde er Mitglied der British Academy. 1987 verlieh ihm die Yale University die Wilbur Cross Medal.
Die Schriftstellerin Lucy Ellmann ist seine Tochter.

## Werke (Auswahl)
- 1948: Yeats: The Man And The Masks
- 1954: The Identity of Yeats
- 1959: James Joyce
- 1970: Eminent Domain: Yeats among Wilde, Joyce, Pound, Eliot, and Auden
- 1971: Literary Biography: An Inaugural Lecture Delivered Before the University of Oxford on 4 May 1971
- 1972: Ulysses on the Liffey
- 1976: Golden Codgers: Biographical Speculations
- 1977: The Consciousness of Joyce
- 1982: James Joyce's hundredth birthday, side and front views: A lecture delivered at the Library of Congress on March 10, 1982
- 1984: Oscar Wilde at Oxford
- 1985: W.B. Yeats’s Second Puberty; A Lecture Delivered At The Library Of Congress On April 2, 1984
- 1987: Oscar Wilde
- 1987: Four Dubliners: Wilde, Yeats, Joyce, and Beckett